# Cro
Cro o proteína Cro es una proteína propia del virus bacteriófago o Fago λ de Escherichia coli. Su función consiste en la unión al ADN de la bacteria hospedadora. Presenta una estructura con dominios proteicos alternantes α/β. Específicamnte, constaría de una estructura que alterna hélices α y láminas β de la forma "β-α-α-α-β-grio β-β-β". En cuanto a su estructura cuaternaria presenta una conformación homodimérica. Cro juega un papel clave en el cambio del ciclo lisogénico al lítico.

## Código proteico
```
MEQRITLKDY AMRFGQTKTA KDLGVYQSAI NKAIHAGRKI FLTINADGSV YAEEVKPFPS NKKTTA
```

Posibles mutaciones:
- A33W
- F58D